# Сённергор, Сёрен
Сёрен Бо Сённергор (дат. Søren Bo Søndergaard; род. 16 августа 1955, Кюндбю) — датский и европейский политический деятель, депутат национального и Европейского парламента.

## Биография
Сённергор — сын инженера Эрнста Сённергора и конторской работницы Бирте Сённергор. После окончания средней школы обучался на сварщика. До 1983 года работал на верфи группы «Burmeister & Wain». В 1977—1978 годах также прошел обязательную военную службу. В 1988—1994 годах работал преподавателем в технической школе в Копенгагене.
В 1983—1988 годах занимал должность секретаря Социалистической рабочей партии, датской секции Четвёртого интернационала. В 1994—2005 годах являлся депутатом Фолькетинга от Красно-зеленой коалиции, представлял датский парламент в Парламентской ассамблее Совета Европы. В 2006—2007 годах являлся членом городского совета Гладсакса.
Принимал активное участие в создании Народного движения против ЕС. Сённергор занял кресло депутата Европарламента после того, как в 2007 году председатель Народного движения против ЕС Оле Краруп, являвшийся депутатом с 1994 года, покинул свой пост в связи с последствиями автодорожной аварии. Вновь стал депутатом Европарламента по итогам выборов 2009 года. Входил во фракцию Европейские объединённые левые/Лево-зелёные севера в Европарламенте. На следующих европейских выборах 2014 года не прошёл, однако в 2015 и 2019 годах вновь успешно избирался на парламентских выборах в Фолькетинг.